# Tonna cumingii
Tonna cumingii is een slakkensoort uit de familie van de Tonnidae. De wetenschappelijke naam van de soort werd in 1849 voor het eerst geldig gepubliceerd door Hanley.